# Hiromu Arakawa
Hiromu Arakawa (荒川弘,) född den 8 maj 1973 i Hokkaido, är en japansk mangaka från Hokkaido. Hennes riktiga namn är Hiromi Arakawa (荒川弘美). Hennes berömda manga, Fullmetal Alchemist, är världskänd och blev också två Tv-anime.
Arakawa startade som Eto Hiroyukis assisterande tecknare för Mahojin Guru Guru. Arakawas karriär började med mangan Stray dog.

## Verk
- Fullmetal Alchemist, 2001 - 2010.
- Stray Dog 1999.
- Totsugeki Tonari no Enikkusu 2000.
- Shanghai Yōmakikai 2000.
- Raiden 18 2005.
- Souten no Koumori 2006.
- Juushin Enbu 2006 - Pågående

## Utmärkelser
- Stray Dog - Första pris i "Shonen Gangan".
- Fullmetal Alchemist - Vinnare av ett pris på Shogakukan Manga Awards, Shonen-sektionen år 2004